# ASLV
Augmented Satellite Launch Vehicle - ASLV (indijsko: संवर्धित उपग्रह प्रक्षेपण यान) je lahka nosilna raketa, ki jo razvil indijski ISRO. Raketa ima kar pet stopenj, vse so na trdo gorivo. V nizkozemeljsko orbito lahko vtiri 150 kilogramov tovora. Izstreljene so bile štiri rakete, od tega dve neuspešno, ena delno uspešno in ena uspešno. 